# Eosentomon zixiense
Eosentomon zixiense är en urinsektsart som beskrevs av Xie 2000. Eosentomon zixiense ingår i släktet Eosentomon och familjen trakétrevfotingar. Inga underarter finns listade i Catalogue of Life.